# Florida (Kuba)
Koordinaten: 21° 32′ N, 78° 13′ W
Florida (floˈɾiða) ist eine Stadt mit 71.854 Einwohnern (Zensus 2012) in der kubanischen Provinz Camagüey. Der Ortsname ist von der gleichnamigen Zuckermühle im Ort abgeleitet.
Für den Tourismus ist im Wesentlichen das Hotel Florida mit 74 Zimmern als Zwischenübernachtung für Reisende auf dem Carretera Central interessant.
Florida besitzt einen Bahnhof an der Eisenbahnlinie Havanna – Santiago de Cuba.